# Kfar Malal
Kfar Malal (hebrejsky כְּפַר מַלָּ"ל, v oficiálním přepisu do angličtiny Kefar Malal) je vesnice typu mošav v Izraeli, v Centrálním distriktu, v Oblastní radě Drom ha-Šaron.

## Geografie
Leží v nadmořské výšce 66 metrů v hustě osídlené a zemědělsky intenzivně využívané pobřežní nížině, respektive Šaronské planině.
Obec se nachází 8 kilometrů od břehu Středozemního moře, cca 15 kilometrů severovýchodně od centra Tel Avivu, cca 71 kilometrů jihojihozápadně od centra Haify a 1 kilometry jihozápadně od města Kfar Saba. Leží v silně urbanizované krajině, ve které na sebe plynule navazují města Kfar Saba a Hod ha-Šaron, která pak tvoří součást aglomerace Tel Avivu (takzvaný Guš Dan). Kfar Malal obývají Židé, přičemž osídlení v tomto regionu je etnicky převážně židovské.
Kfar Malal je na dopravní síť napojen pomocí místní silnice číslo 402 a dalších místních komunikací v rámci aglomerace Hod ha-Šaron a Kfar Saba.

## Dějiny
Kfar Malal byl založen v roce 1922. Původně byl založen již v roce 1916 jako Ejn Chaj (doslova „Fontána života“), ale později pojmenován po rabínovi Moše Leibovi Lilienblumovi (משה לייב לילינבלום), jehož akronym byl MLL (מל"ל). Moše Leib Lilienblum (1843-1910) byl jedním z prvních vůdců Chovevej Cijon. Podle jiného zdroje došlo k založení Ejn Chaj již roku 1912. Za jejím vznikem stáli Židé, kteří do tehdejší osmanské Palestiny přišli v rámci druhé alije. Po první světové válce se tu usadili i někteří členové Židovské legie. Během arabských nepokojů v roce 1921 byla vesnice dočasně opuštěna, roku 1922 definitivně znovu osídlena.
Před rokem 1949 měl Kfar Malal rozlohu katastrálního území 1324 dunamů (1,324 kilometru čtverečního). Správní území obce v současnosti dosahuje 1613 dunamů (1,613 kilometru čtverečního). Místní ekonomika je stále zčásti založena na zemědělství (pěstování citrusů, květin a zeleniny a chov drůbeže). Stavební rozmach aglomerace Tel Avivu ale původní zemědělskou vesnici fakticky zapojil do městského organismu, ve kterém se setřely hranice mezi původními samostatnými sídly.
Mezi významné místní rodáky patří bývalý generál a izraelský premiér Ariel Šaron.

## Demografie
Podle údajů z roku 2014 tvořili naprostou většinu obyvatel v Kfar Malal Židé (včetně statistické kategorie "ostatní", která zahrnuje nearabské obyvatele židovského původu ale bez formální příslušnosti k židovskému náboženství).
Jde o menší sídlo vesnického typu s dlouhodobě stagnující populací. K 31. prosinci 2014 zde žilo 339 lidí. Během roku 2014 populace stoupla o 1,2 %.
| Rok            | 1948 | 1961 | 1972 | 1983 | 1995 | 2001 | 2003 | 2004 | 2005 | 2006 | 2007 | 2008 | 2009 | 2010 | 2011 | 2012 | 2013 | 2014 |
| -------------- | ---- | ---- | ---- | ---- | ---- | ---- | ---- | ---- | ---- | ---- | ---- | ---- | ---- | ---- | ---- | ---- | ---- | ---- |
| Počet obyvatel | 470  | 350  | 286  | 318  | 365  | 441  | 428  | 447  | 452  | 477  | 477  | 455  | 342  | 346  | 330  | 326  | 335  | 339  |